# Nikolái Trusov
Nikolái Trusov (Leningrado, Unión Soviética, 2 de julio de 1985) es un ciclista ruso.

## Trayectoria
Antes de su paso a la carretera fue un destacado pistard siendo incluso campeón del mundo en categorías inferiores.
Debutó como profesional el año 2004 con el equipo ruso Lokomotiv. En 2009 fichó por el equipo ProTour Katusha. Hasta la fecha su principal victoria ha sido en la Volta a Cataluña 2009, en la quinta etapa con final en Torredembarra. Se impuso sorpresivamente al sprint ante especialistas como Thor Hushovd, Fabio Sabatini o Gregory Henderson.

## Palmarés

### Pista
2007
- 2.º en el Campeonato de Europa en Madison  (con Alexei Markov)

### Ruta
2005
- Clásica Txuma

2006
- 1 etapa de la Vuelta a Lérida
- 5 etapas de los Cinco Anillos de Moscú
- 1 etapa del Cinturón a Mallorca

2007
- 1 etapa de la Vuelta a Gran Bretaña

2009
- 1 etapa de la Volta a Cataluña
- Dúo Normando (junto a Artem Ovechkin)

## Resultados en Grandes Vueltas
| Carrera | Carrera         | 2004 | 2005 | 2006 | 2007  | 2008  | 2009  | 2010 | 2011 | 2012 | 2013 | 2014 | 2015 | 2016 | 2017 | 2018 | 2019 |
| ------- | --------------- | ---- | ---- | ---- | ----- | ----- | ----- | ---- | ---- | ---- | ---- | ---- | ---- | ---- | ---- | ---- | ---- |
|         | Giro de Italia  | —    | —    | —    | 133.º | 114.º | —     | —    | —    | —    | —    | —    | —    | —    | —    | —    | —    |
|         | Tour de Francia | —    | —    | —    | —     | —     | 122.º | —    | —    | —    | —    | —    | —    | —    | —    | —    | —    |
|         | Vuelta a España | —    | —    | —    | —     | Ab.   | —     | —    | —    | —    | —    | —    | —    | —    | —    | —    | —    |

—: no participa
Ab.: abandono